# Filippo Cremonesi
Filippo Cremonesi (Roma, 22 agosto 1872 – Roma, 19 maggio 1942) è stato un banchiere e politico italiano.
Eletto sindaco di Roma nel 1922, rimase a capo dell'amministrazione cittadina anche in seguito all'avvento del fascismo, prima come Regio commissario (1923-1925) e poi come Governatore (1925-1926).
Fu nominato senatore del Regno nel 1923, servendo nelle legislature dalla XXVI alla XXX, e occupò anche la presidenza dell'Istituto LUCE dal 1927 al 1928 e della Croce Rossa Italiana dal 1928 al 1940.

## Biografia
Nacque a Roma nel 1872 in una famiglia agiata della borghesia da Giovanni Battista Cremonesi e Maddalena Foglietti. Aveva due fratelli, Luigi e Carlo, e una sorella, Elvira. In giovane età emigrò in America meridionale stabilendosi in Cile, dove svolse per circa dieci anni diverse attività commerciali e finanziarie. Anche dopo il ritorno in patria continuò ad occuparsi del settore economico lavorando come consigliere di diversi istituti di credito e della Camera di commercio di Roma. Nel 1916 fondò la società bancaria Cavalsassi e Cremonesi.

### Carriera politica
Nel 1914 fu eletto consigliere comunale durante la seconda amministrazione di Prospero Colonna e la sua esperienza in campo economico gli valse la nomina ad assessore dell'annona, delle tasse, dei beni patrimoniali, della polizia urbana e delle finanze. Nel 1920 fece parte della giunta di Luigi Rava e fu capo della maggioranza in consiglio comunale sotto l'amministrazione di Giannetto Valli fino al 1922, anno in cui fu eletto sindaco. Da subito inviò al governo un memoriale sottolineando la necessità di una trasformazione economica della città, promuovendo l'industrializzazione di Roma per passare da un'economia "parassitaria" ad una "reale vita produttiva".
Il 2 marzo 1923 iniziò il processo di riforma amministrativa di Roma con lo scioglimento del consiglio comunale, insediatosi appena un anno prima, e Cremonesi fu nominato Regio commissario straordinario nel periodo di transizione. Da commissario continuò ad occuparsi della situazione finanziaria capitolina, con l'obiettivo di raggiungere il pareggio di bilancio, coprendo il deficit dei bilanci annuali del 1921 e del 1922 ed eliminando quello previsto per il 1923. Nell'ambito di questo risanamento apportò diversi interventi a breve termine sui servizi pubblici e portò avanti il completamento della rete fognaria, l'implementazione dell'illuminazione pubblica, la costruzione del Palazzo dell'Istituto poligrafico dello Stato in piazza Verdi e del sanatorio Cesare Battisti della Croce Rossa Italiana (poi inglobato nel complesso dell'ospedale Carlo Forlanini). Fece parte della commissione incaricata di rivedere il piano regolatore generale del 1909, che si concluse con l'adozione della "Variante generale" del 1926; in questo contesto iniziarono le prime demolizioni nell'area del Foro Romano, per mettere in luce i ruderi dei mercati di Traiano e dei fori stessi, l'ampliamento della zona di Torre Argentina. Gli sventramenti e le demolizioni resero necessaria la realizzazione delle borgate predisposte per accogliere gli sfollati, la prima delle quali fu quella di Acilia, realizzata nel 1924 per ospitare gli sfollati dall'area dei fori di Cesare e di Traiano.
Nel giugno 1923 fu nominato senatore del Regno nella categoria 21, di coloro che da tre anni pagano tremila lire d'imposizione diretta in ragione dei loro beni o della loro industria. Con regio decreto-legge n° 1949 del 28 ottobre 1925 la gestione commissariale fu trasformata nel governatorato di Roma e Cremonesi ne fu nominato primo governatore. La riforma amministrativa romana portò all'abolizione delle elezioni comunali e alla concentrazione del potere nelle mani del governatore, affiancato da due vice e dipendente direttamente dal governo, presieduto all'epoca da Benito Mussolini. Il governatore infatti, pur essendo coadiuvato da dieci rettori e da una Consulta di 80 membri, era alla fin fine l'unico deliberante e dipendeva direttamente dal Ministero dell'interno.
(Benito Mussolini durante la cerimonia per la nomina di Cremonesi a governatore di Roma)
Appena un anno dopo la sua nomina Cremonesi rassegnò le dimissioni. Tale scelta destò un discreto scalpore che fu però soffocato sul nascere dal Sottosegretario agli interni Giacomo Suardo su ordine dello stesso Mussolini, facendo ai giornali divieto assoluto di parlare della situazione del governatorato, pena il sequestro. Tra le ragioni dietro le sue dimissioni pare vi fosse il favoreggiamento da parte di Cremonesi di speculazioni finanziarie da parte di fascisti ex nazionalisti. Nel volume redatto da Fausta Mancini Lapenna sull'operato di Alberto Mancini, all'epoca segretario generale dell'amministrazione capitolina, viene messo in luce però il disappunto di Cremonesi in merito all'istituzione stessa del governatorato. La problematica principale era rappresentata dal bilancio della città che pur essendo stato dato in carico allo Stato non fissava l'entità degli impegni finanziari di quest'ultimo, ostacolando l'operato dell'amministrazione cittadina che, nell'incertezza delle disponibilità finanziarie, non poteva portare avanti le grandi opere richieste da Mussolini. La struttura governatoriale fu rivista subito dopo le dimissioni di Cremonesi, al quale succedette Ludovico Spada Veralli Potenziani, e nuovamente nel 1928 con l'abolizione dei rettori e la drastica riduzione della Consulta da 80 a 12 membri.
Nonostante ciò la sua carriera politica non si arrestò e fu nominato, poco dopo le dimissioni da governatore, presidente dell'Istituto nazionale Luce, dove rimase fino al 1928, anno in cui fu nominato presidente della Croce Rossa Italiana. In questi ambienti fu un forte promotore della fascistizzazione e si batté contro l'apoliticità.
Nel 1933 gli fu conferito il titolo onorifico di ministro di Stato. Contestualmente ricevette onorificenze nell'Ordine civile di Savoia, di cui fu anche consigliere, ed entrò a far parte dell'Accademia nazionale di San Luca e dell'Accademia dei Virtuosi al Pantheon, interessandosi alle belle arti; proprio in questo contesto scrisse una memoria a Mussolini sull'esigenza della conservazione del patrimonio storico-artistico del Lazio. Già dal 1926 era anche membro della Società romana di storia patria e della Società geografica italiana.
Lasciò la presidenza della Croce Rossa Italiana nel 1939 e morì tre anni dopo a Roma.

## Vita privata
Sposò Maria Maddalena Fontemaggi dalla quale ebbe un figlio, Aldo. La coppia viveva a Roma in corso Vittorio Emanuele II, 323.

## Fondazione Istituto Filippo Cremonesi
Nel 1950, per volontà testamentarie di Cremonesi, venne istituita una fondazione per i bisognosi che porta il suo nome, grazie all'amico don Agostino Zanoni priore dell'abbazia di Farfa. Dal 13 luglio 1993 l'Istituto è divenuto un ente di diritto privato.